# ستيف بالمر
ستيفن أنتوني بالمر (بالإنجليزية: Steve Ballmer)‏ (ولد 24 مارس 1956) هو رجل أعمال أمريكي يهودي، شغل منصب رئيس تنفيذي مايكروسوفت منذ يناير 2000 حتى فبراير 2014. بالمر هو ثاني شخص بعدروبرتو غويزويتا الذي أصبح مليارديرا (بحسب الدولار الأمريكي) بواسطة امتلاك أسهم في مؤسسة تجارية دون أن يكون مؤسسا لها هو أو أحد أقربائه. في عام 2013 تم إدراجه في قائمة أغنياء العالم بمجلة فوربس في المرتبة الـ21 بثروة تقدر بـ18 مليار دولار أما الآن في 2018 فتبلغ إجمالي ثروته 43 مليار دولار حسب مجلة فوربس.
في 23 أغسطس 2013 أعلنت شركة مايكروسوفت أن الرئيس التنفيذي الحالي ستيف بالمر سيتقاعد من منصبه خلال 12 شهرًا، ويتخلى عن مسؤولياته حالما يتم اختيار الشخص البديل له، وشكل مجلس إدارة الشركة لجنة خاصة بعضوية مؤسس الشركة بيل غيتس للبحث عن المرشح المناسب وذلك خلال فترة 12 شهر سيستمر بها بالمر كـرئيس تنفيذي مؤقت يدير الشركة ريثما يعين بديل عنه.
وكان ستيف بالمر عضوًا بارزًا في قيادة شركة مايكروسوفت منذ انضمامه إليها عام 1980، واستلم مهامه كـرئيس تنفيذي بعد استقالة بيل غيتس في عام 2000.
شهدت فترة عمل بالمر في إدارة الشركة عدة مراحل هامة لاسيما إعادة تشكيل نظام تشغيلها للهواتف الذكية، ودخولها في شراكة إستراتيجية مع نوكيا، والبدء في دخول عالم الأجهزة من خلال إطلاق الحاسب اللوحي سيرفس.
و تعبيراً عن فرحة المستثمرين باستقالة ستيف بالمر من إدارة شركة مايكروسوفت، قفز سهم الشركة بأكثر من 6% ممّا أكسبه زيادة في ثروته بقيمة تصل إلى 769 مليون دولار.
يملك ستيف بالمر ما عدده 333,252,990 سهم من مايكروسوفت، وأقفل السهم في جلسة يوم إعلان استقالتة على سعر 32.39 أي تبلغ ثروته حوالي 10.794 مليار دولار كإستثمارات في شركته قبل الارتفاع. وبعد الارتفاع الذي وصل إلى أقل من 7% وصلت قيمة الأسهم التي يملكها بالمر إلى 11,563 مليار دولار مما أضاف 769 مليون دولار أخرى إلى رصيده.
وعندما تولى بالمر إدارة مايكروسوفت كانت القيمة السوقية للشركة تقدر بحوالي 600 مليار دولار، أمّا اليوم فقيمتها أقل من 270 مليار دولار، ممّا يعني أن قيمة الأسهم السوقية انخفضت بأكثر من النصف خلال فترة 13 سنة من إدارته، أما اليوم فالقيمة السوقية لمايكروسوفت فتتجاوز 851 مليار دولار.

## حياته
ولد بالمر في ديترويت. والدته هي بياتريس دوركين ووالده فريدريك هنري بالمر مدير شركة فورد للسيارات. والد بالمر سويسري مهاجر، أمّا والدته فهي أمريكية يهودية تعود عائلتها إلى أصول إيرانية. ترعرع بالمر في مجتمع غني بفارمنجتون هيلز في ولاية ميشيغان. في عام 1973 حضر بالمر صفوف في الهندسة بجامعة لورانس التكنولوجية، وتخرج من مدرسة ديترويت التابعة للكلية التحضيرية في بيفرلي هيلز ميشيغان بمجموع مثالي في المقررات الحسابية.

## روابط خارجية
- ستيف بالمر على موقع IMDb (الإنجليزية)
- ستيف بالمر على موقع الموسوعة البريطانية (الإنجليزية)
- ستيف بالمر على موقع مونزينجر (الألمانية)
- ستيف بالمر على موقع ميوزك برينز (الإنجليزية)
- ستيف بالمر على موقع إن إن دي بي (الإنجليزية)
- ستيف بالمر على موقع ديسكوغز (الإنجليزية)